# Кемблово (Вольштинський повіт)
Кемблово (пол. Kębłowo, нім. Kiebel) — село в Польщі, у гміні Вольштин Вольштинського повіту Великопольського воєводства.
Населення — 1873 особи (2011).

## Демографія
Демографічна структура станом на 31 березня 2011 року:
|          | Загалом | Допрацездатний вік | Працездатний вік | Постпрацездатний вік |
| -------- | ------- | ------------------ | ---------------- | -------------------- |
| Чоловіки | 946     | 242                | 622              | 82                   |
| Жінки    | 927     | 230                | 541              | 156                  |
| Разом    | 1873    | 472                | 1163             | 238                  |